# 伊希姆

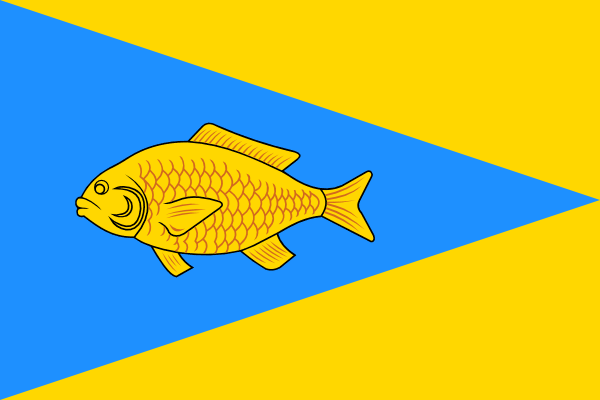
Flag

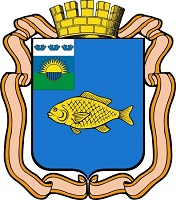
Coat of arms

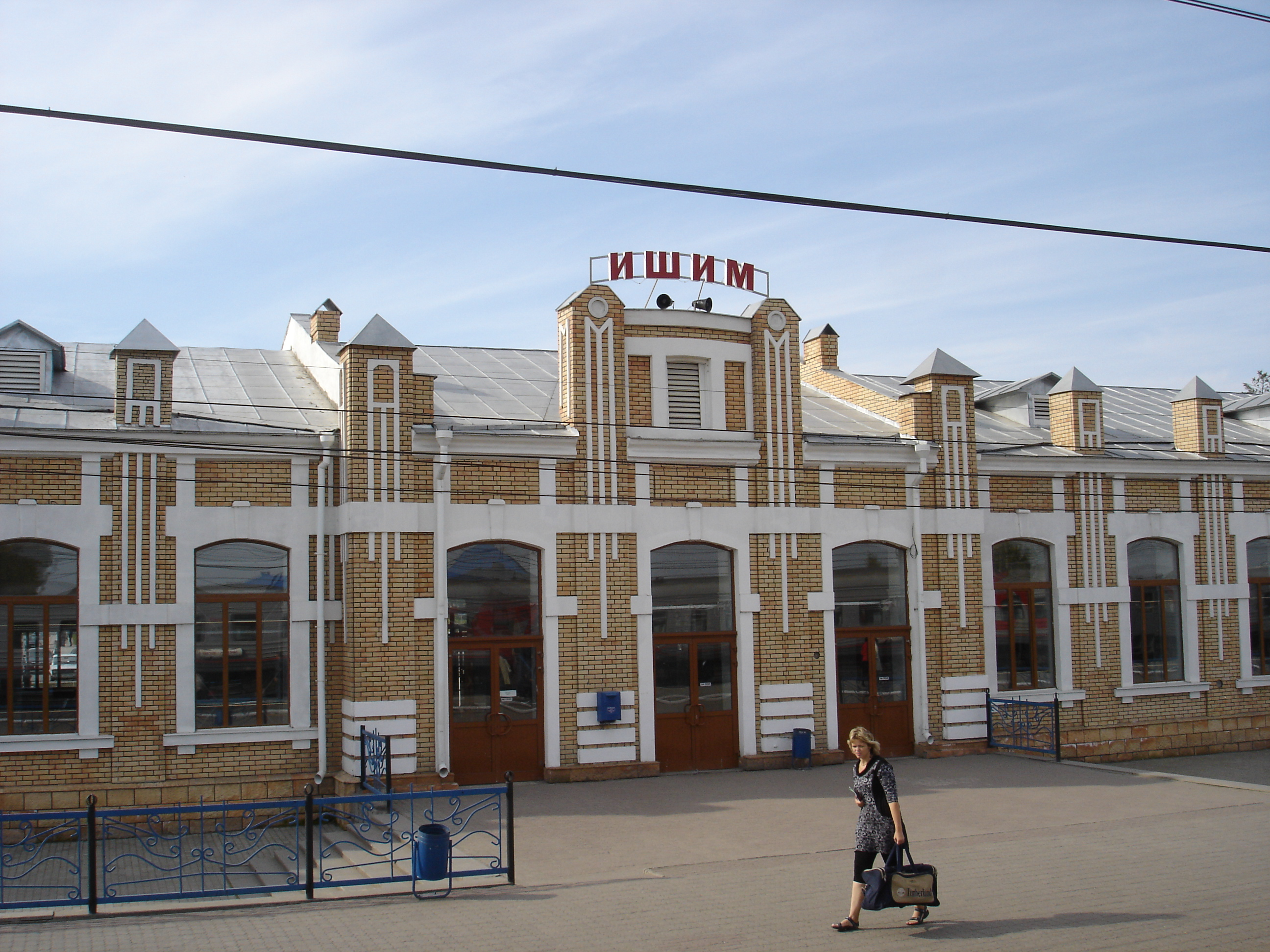
西伯利亚铁路伊希姆站

伊希姆 （俄语：Иши́м） 是俄罗斯秋明州的一个城市。人口65,259人（2017年人口普查）。该地是俄罗斯作家Pyotr Yershov的出生地。